# حجاری صخره‌ای گهرو
حجاری صخره‌ای گهرو مربوط به دوره ساسانیان است و در گهرو، شمال غرب شهر واقع شده و این اثر در تاریخ ۱۹ مرداد ۱۳۸۴ با شمارهٔ ثبت ۱۲۸۶۰ به‌عنوان یکی از آثار ملی ایران به ثبت رسیده است.